# Journal of Glacial Archaeology
Das Journal of Glacial Archaeology wird seit 2014 von Equinox Publishing publiziert. Es ist die einzige archäologische Fachzeitschrift, die sich ausschließlich mit der glazialen Archäologie oder Gletscherarchäologie befasst, was Regionen mit Permafrostböden einschließt. Dabei reicht der zeitliche Rahmen vom Paläolithikum bis zur jüngsten Vergangenheit, der räumliche umfasst alle Gebiete der Erde, in denen Gletscher oder Permafrostböden existieren. Dabei konzentriert sich das Fachblatt auf Neufunde, die angesichts des Klimawandels und des dadurch ausgelösten Ausaperns von Artefakten und menschlichen sowie tierischen Überresten immer häufiger auftreten. Neben Artikeln werden Rezensionen publiziert. Zunächst erschien nur eine Ausgabe pro Jahr, seit 2016 werden zwei Ausgaben pro Jahr veröffentlicht.
Herausgeber sind James Dixon von der University of New Mexico, Albert Hafner von der Universität Bern und William Taylor, University of Colorado Boulder; Managing Editor ist Martin Hinz, Universität Bern.